# Stazione di Vicoforte-San Michele
La stazione di Vicoforte-San Michele è una fermata ferroviaria posta sulla linea Torino-Savona a servizio dei comuni di Vicoforte e San Michele Mondovì.

## Storia

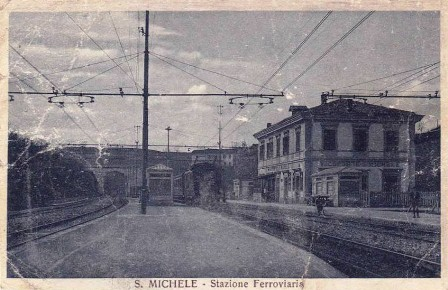
Stazione di Vicoforte-San Michele ai tempi della trazione trifase

L'impianto fu attivato come stazione il 28 ottobre 1933 contestualmente alla variante Fossano-Mondovì-Ceva.
Nel 1973 il piazzale fu convertito dall'originaria trazione trifase a 3.600 kV, 16 2/3 Hz alla corrente continua a 3.000 V. L'impianto venne declassato a fermata il 1º giugno 2008.

## Strutture e impianti
La stazione disponeva di 4 binari, oltre a quelli di corsa attuali, 2 e 3, ne erano presenti altri, numerati come 1 e 4, per eventuali precedenze tra i treni. Era inoltre presente uno scalo merci.

## Movimento
La stazione è servita, in media, giornalmente da 15 treni regionali operati da Trenitalia nell'ambito del contratto di servizio stipulato con la Regione Liguria, nonché da un treno regionale veloce della relazione Torino Porta Nuova-Ceva.
A partire da dicembre 2012 non vi fermano più treni diretti per Torino, sostituiti con le coppie di regionali da/per Fossano e San Giuseppe di Cairo, oltre ad una relazione diretta con Savona in prima mattinata.
I treni che fermano a Vicoforte-San Michele hanno destinazione:
- Savona
- Fossano
- San Giuseppe di Cairo
- Ceva

## Interscambi
Fino al 1953 il collegamento con le due principali località servite era svolto mediante la tranvia elettrica Mondovì-San Michele.